# Bellegarde (Loiret)
Pour les articles homonymes, voir Bellegarde.
Bellegarde est une commune française située dans le département du Loiret en région Centre-Val de Loire.
La ville est connue pour son château, son église et l’important centre horticole spécialisé dans la production de rosiers.

## Géographie

### Localisation et communes limitrophes

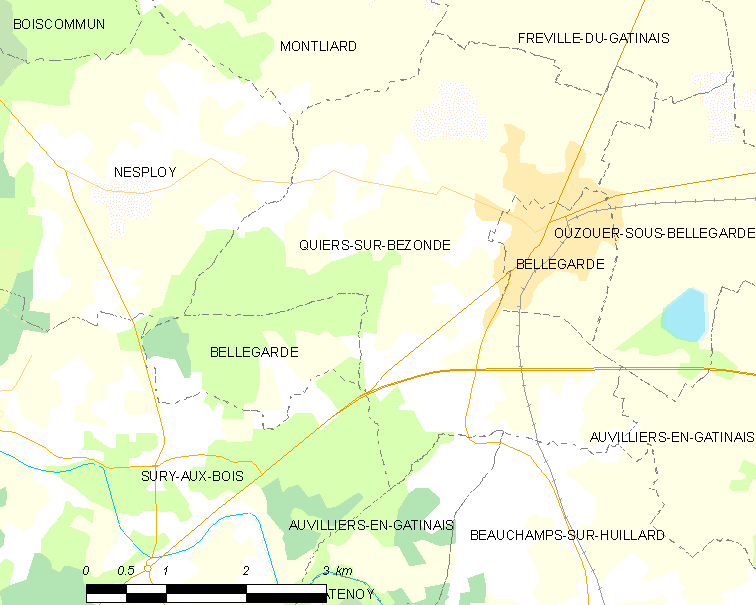
Carte de la commune de Bellegarde (Loiret) et des communes limitrophes.

La commune de Bellegarde se trouve dans le quadrant nord-est du département du Loiret, dans la région agricole du Gâtinais pauvre. À vol d'oiseau, elle se situe à 41,0 km d'Orléans, préfecture du département, et à 22,7 km de Montargis, sous-préfecture. La commune fait partie du bassin de vie de Bellegarde - Quiers-sur-Bezonde.
Les communes les plus proches sont : Quiers-sur-Bezonde (1,1 km), Ouzouer-sous-Bellegarde (1,9 km), Fréville-du-Gâtinais (3,6 km), Montliard (4,7 km), Auvilliers-en-Gâtinais (5,2 km), Beauchamps-sur-Huillard (5,7 km), Saint-Loup-des-Vignes (5,8 km), Mézières-en-Gâtinais (6 km), Nesploy (6,1 km) et Montbarrois (6,7 km).

### Géologie et relief

#### Géologie
La commune se situe dans le sud du Bassin parisien, le plus grand des trois bassins sédimentaires français. Cette vaste dépression, occupée dans le passé par des mers peu profondes et des lacs, a été comblée, au fur et à mesure que son socle s’affaissait, par des sables et des argiles, issus de l’érosion des reliefs alentours, ainsi que des calcaires d’origine biologique, formant ainsi une succession de couches géologiques.
Les couches affleurantes sur le territoire communal sont constituées de formations superficielles du Quaternaire et de roches sédimentaires datant du Cénozoïque, l'ère géologique la plus récente sur l'échelle des temps géologiques, débutant il y a 66 millions d'années. La formation la plus ancienne est de la molasse du Gâtinais remontant à l’époque Miocène de la période Néogène. La formation la plus récente est des dépôts anthropiques remontant à l’époque Holocène de la période Quaternaire. Le descriptif de ces couches est détaillé dans  la feuille « n°364 - Bellegarde-du-Loiret » de la carte géologique au 1/50 000ème du département du Loiret, et sa notice associée.

Carte géologique de la commune

|  | X : | dépôts anthropiques |

|  | m3-p1SASo : | sables et argiles de Sologne, Langhien supérieur à Pliocène inférieur |
|  | m2MSO :     | marnes et sables de l'Orléanais, Burdigalien                          |
|  | m1MBl :     | marne de Blamont, Aquitanien                                          |
|  | m1MGa :     | molasse du Gâtinais, Aquitanien                                       |

#### Relief
La superficie cadastrale de la commune publiée par l’Insee, qui sert de références dans toutes les statistiques, est de 4,93 km2,. La superficie géographique, issue de la BD Topo, composante du Référentiel à grande échelle produit par l'IGN, est quant à elle de 4,96 km2. Son relief est relativement plat puisque la dénivelée maximale atteint 31 mètres. L'altitude du territoire varie entre 105 m et 136 m.

### Hydrographie
Le réseau hydrographique communal, d'une longueur totale de 0,73 km, comprend deux petits cours d'eau : le fossé 01 des Cochards (0,339 km) et le fossé 01 des Doissis (0,395 km).

## Toponymie
La dénomination actuelle a été instaurée le 6 août 1645 par le duc de Bellegarde Roger II de St-Lary (~1562-1646) quand il acquit le domaine, remplaçant ainsi le nom de Choisy-aux-Loges (utilisé depuis le milieu du XVIe siècle) et, plus anciennement, Soisy-aux-Loges.

## Histoire
La paroisse de Soisy/Choisy-aux-Loges a pris la suite, à une date non connue (au plus tard au XVIe siècle) de deux paroisses distinctes : Soisy-le-Vieil, qui dépendait de l’abbaye de Ferrières (actuel Ferrières-en-Gâtinais) et Soisy-le-Nouveau, qui dépendait du domaine royal.

### Préhistoire
À la différence des villages environnants, Quiers-sur-Bezonde, Fréville-du-Gâtinais, Auvilliers-en-Gâtinais, Ouzouer-sous-Bellegarde, Ladon qui ont tous livré des outils et des armes préhistoriques, des trésors de monnaies gallo-romaines, attestant leur antiquité, le site de Bellegarde était encore un marécage à l’époque romaine ; la place de l’Église occupe la cuvette d’un ancien étang, repéré à plusieurs reprises.

### Construction
Ce n’est qu’à la fin du XIe siècle que cette bourgade entre dans l’histoire ; quelques fragments d’une église primitive et d’un donjon probablement construits à cette époque, paraissent avoir été réemployés dans les monuments du XIIe siècle : les modillons très frustes du portail de l’église, ainsi que les consoles soutenant au sud les tourelles d’encorbellement du donjon.
Au XIIe siècle, Bellegarde se nomme Soisy-aux-Loges, ou en langue de clercs, Sosiacum : la forêt des Loges recouvre alors l’emplacement actuel de la ville. On retrouve ce suffixe à Fay, Vitry, Courcy, et naguère Neuville.
Le terroir est défriché par des chanoines réguliers de discipline augustinienne, venant du couvent de Saint-Jean-Lès-Sens. Ils gardent la direction paroissiale du pays jusqu’à la Révolution. Le dernier prieur, M. Lemaitre, revient même à Bellegarde, lorsque le Concordat est signé.
Dans le second tiers du XIIe siècle, ils entreprennent la construction de l’église actuelle. Un donjon est édifié parallèlement, relaté dans un texte de 1180 (Bulle du Pape Alexandre III relative au prieuré de Flottin) qui dit « Pontii Militis de Sociaco » en parlant d’un certain « Ponce, chevalier de Sociacium ». Au cours de travaux de restauration dans les années 1950-1960 ont été découverts dans une salle basse, plusieurs éléments d'arcature, témoins de ce donjon du XIIe siècle.
Au XIIIe siècle, l’église Notre-Dame s’enrichit de deux chapelles. La première, au nord, est construite au début du siècle, et l’autre, au sud, est ajoutée à la fin du même siècle ou au début du XIVe siècle. La statue patronale de Notre-Dame de Bellegarde, qui est aujourd’hui au château des Marais, à Montliard, date de la même époque.
Au XVe siècle, de leur côté, les Augustiniens rebâtissent leur prieuré. Ce manoir pré-renaissant est le presbytère actuel.

### Seigneurs
XIEME SIECLE: En 1040 nous rencontrons pour la première fois le patronyme de SOISY aux Loges, en la personne d'un Mathieu de  Soisy aux loges. Pons de Soisy (1180-1225) fut le premier seigneur du lieu connu. Le fief resta la propriété des Soisy qui se succédèrent  jusqu'à Marguerite de Soisy qui épousa Anseau II le Bouteiller de Senlis , puis le fief passe à la famille Braque suite à l'union de Jeanne la Bouteillère de Senlis avec Nicolas Braque.
Soisy se transforme en Choisy, et une branche cadette de la famille Braque, aussi fieffée à Châtillon-sur-Loing et St-Maurice, en est seigneur au XIVe siècle. Jeanne Braque, fille de Nicolas Braque, transmet à son mari Jean de Lhospital, trésorier de France, † vers 1369/1376, puis en 1388 à leur fils François, † 1427. Parmi les descendants de François, on trouve comme sires de Choisy-aux-Loges aux XVe et XVIe siècles : son fils Jean II, père d'Adrien († 1503 ; mari d'Anne Rouault de Gamaches fille du maréchal Joachim), père d'Alof († vers 1561), père de Jean III de Lhospital († 1578 ; premier comte de Choisy ; mari en 1547 d'Eléonore Stuart d'Albany fille de Jean Stuart), père de Jacques († 1614 ; premier marquis de Choisy vers 1599 ? ou juillet 1606 ; mari en 1578 de Madeleine de Cossé-Brissac fille du maréchal Artus), père de Charles (époux en 1606 de Renée fille de Jacques de Beauvau du Rivau), père de René-Charles. Ce dernier vend à un cousin éloigné, issu de Charles de Lhospital seigneur de Vitry-en-Brie et Nandy (un frère cadet d'Alof) : le marquis de Vitry, sans doute le maréchal-duc Nicolas ou son fils cadet Nicolas-Louis.
Mais vers 1644/1645, Choisy est vendu à Roger II de Saint-Lary de Bellegarde († dès juillet 1646 ; neveu du maréchal Roger Ier baron de Bellegarde et marquis de Saluces), duc-pair de Bellegarde à Seurre en Bourgogne – un autre de ses fiefs, également rebaptisé de son nom – depuis 1619. Il donne son nom au marquisat de Choisy-aux-Loges (notre Bellegarde) quand son duché de Bellegarde y est transféré par Louis XIV en janvier 1646 (Bellegarde-Seurre redevient alors marquisat). Sans postérité directe, le duché-pairie de Bellegarde ne peut se transmettre à ses héritiers, qui ne sont que marquis de Bellegarde (-Choisy). Quant au marquisat de Bellegarde-Seurre, il est vendu en 1646 aux princes de Condé qui relèvent/s'arrogent alors le titre de duc de Bellegarde, mais sans nouvelle création formelle du duché.
Le marquisat de Bellegarde-Choisy passe alors aux Pardaillan par deux alliances. La sœur de Roger II, Paule de St-Lary, épouse Antoine-Arnaud de Pardailhan de Gondrin d'Antin de Montespan († 1624), d'où, entre autres enfants : Jean-Antoine marquis de Montespan († 1687 sans postérité de sa femme Marie-Anne de St-Lary de Termes, sa propre cousine germaine, fille de César-Auguste de St-Lary baron de Termes, le frère de Paule et Roger II) ; et un frère puîné de Jean-Antoine, Roger-Hector marquis d'Antin, marié à Christine Zamet dame d'Épernon, d'où le fameux marquis de Montespan et d'Antin Louis Henri (1640-1691), rival malheureux de Louis XIV, mari bafoué par le Roi-Soleil de Françoise-Athénaïs de Rochechouart-Mortemart. Le fils légitime de Françoise-Athénaïs et Louis Henri est Louis-Antoine (1665-1736), premier duc d'Antin en 1711, ci-après.

### XVII EME SIECLE: Bellegarde à son apogée: le duc d’Antin
En 1692, le duc d’Antin achète Bellegarde à la veuve de Pardaillan, sa tante Mari-Anne ci-dessus.
Aidé par la célèbre marquise de Montespan, sa mère, le duc d’Antin donne à Bellegarde son allure actuelle. Les souvenirs de son passage sont nombreux. À l’église, on compte notamment les deux reliquaires de bois doré qui se trouvent dans la chapelle Nord (offerts en 1731 par le pape Clément XII). Autour de la basse-cour, les écuries sont parmi les plus luxueuses d’Europe, avec notamment la porte triomphale, aujourd’hui entrée du pavillon de l'écuyer (habité). Elle est sommée de trois têtes de chevaux sculptées qui émergent d’une peau de panthère aux pattes pendantes, attribuées à Coysevox. Dans le fronton s’inscrit le blason du duc d’Antin, coiffé de la couronne ducale, enrobé d’un manteau de pair de France, et flanqué de deux palmes très finement sculptées. À côté se trouve le pavillon du Jardinier, très remanié.
La haute cour est bordée par le pavillon d’Antin occupé aujourd’hui par le café du Château et le pavillon de la Salamandre (mairie actuelle). Entre ces deux bâtiments se trouve une grille en fer forgé commandée en 1836 par Durand-Pingot pour remplacer celle du duc d’Antin, emportée en 1815 par les Alliés qui avaient séjourné dans la région. Les anciennes cuisines du duc d’Antin, dont les cheminées immenses comptent parmi les plus grandes de l'époque, ont été restaurées et se trouvent dans le prolongement de l'actuelle mairie, juste avant la tour capitaine, érigée à la fin du XVIe siècle par Jacques de l'Hôpital, seigneur de Bellegarde, pour servir de colombier. Il fut aménagé au XVIIIe siècle, sans doute pour loger le concierge, que l'on nommait alors "capitaine". À côté se trouve le pavillon de la surintendance, qui date de 1720. Il fut sans doute ainsi nommé en hommage au duc d'Antin, surintendant des bâtiments du Roi
Celui-ci fit faire d'importants travaux, notamment au donjon. Il y perça de grandes fenêtres, en laissant toutefois visibles les anciennes arcatures des fenêtres. Au sud, il édifia un perron en fer à cheval, remplacé à la fin du XVIIIe siècle par un perron avec une colonnade néogrecque, commande de Pierre-Paul II Gilbert de Voisins (qui achète Bellegarde en 1776 : dernier marquis de Bellegarde-Choisy sous l'Ancien Régime ; né vers 1748, guillotiné le 25 brumaire an II = le 15 novembre 1793 ; président au Parlement de Paris, seigneur de Grosbois, Médan, marquis de Villennes). Le duc d'Antin fit également construire deux ailes adjacentes au donjon, pour abriter notamment la chapelle seigneuriale et sa collection de peinture. Ces bâtiments furent détruits en 1797 et en 1845.
Signalons pour finir que le duc d’Antin, qui préférait loger dans le pavillon de la salamandre, réserva la "chambre du roi" située dans le donjon à ses hôtes de marques : Louis XIV, Louis XV, le Régent, le roi Stanislas (qui y resta plusieurs mois).
Tous les travaux décrits ci-dessus ont été exécutés en dix années : de 1717 à 1727. Le duc d’Antin mourut en 1736 à Paris, et tint à être inhumé à Bellegarde (son caveau se trouve sous la chapelle du Président, dans l'église). Mme de Montespan, sa mère, avait été toujours très attachée à Bellegarde où elle résida souvent après son départ de la cour. Nous devons à ces deux mécènes les tableaux, étudiés par M. Monnier, qui se trouvent dans l’église, et proviennent de la galerie des tableaux du château (ancien avant-corps de droite du donjon).

### XIXeetXXesiècles
À la fin du XIXe siècle, Bellegarde a vu naître Charles Desvergnes. Soutenu par la commune, il put aller à Paris apprendre le métier de sculpteur, et obtint le prix de Rome en 1889 avec Le retour de l'enfant prodigue. Il a lui-même été à l'origine de l'installation à Bellegarde d'un musée Charles-Desvergnes, inauguré en 1912. La collection de sculpture a séjourné dans le donjon et est aujourd’hui installée dans le pavillon d'Antin.
Entre le 29 janvier et le 8 février 1939, plus de 2 800 réfugiés espagnols fuyant l'effondrement de la république espagnole devant les troupes de Franco, arrivent dans le Loiret. Devant l'insuffisance des structures d'accueil d’Orléans, 46 centres d’accueil ruraux sont ouverts, dont un à Bellegarde. Les réfugiés, essentiellement des femmes et des enfants (les hommes sont désarmés et retenus dans le Sud de la France), sont soumis à une quarantaine stricte, vaccinés, le courrier est limité, et le ravitaillement, s'il est peu varié et cuisiné à la française, est cependant assuré. Une partie des réfugiés rentrent en Espagne, incités par le gouvernement français qui facilite les conditions du retour, ceux préférant rester sont regroupés au camp de la verrerie des Aydes, à Fleury-les-Aubrais.

## Héraldique
| Blason de Bellegarde | Les armes de Bellegarde se blasonnent ainsi : Écartelé : au premier et au quatrième de gueules aux trois chevrons d’argent, accompagnés de trois étoiles du même, au deuxième et au troisième d’azur à la cloche d’argent. |

### Climat
Pour des articles plus généraux, voir Climat du Centre-Val de Loire et Climat du Loiret.
En 2010, le climat de la commune est de type climat océanique dégradé des plaines du Centre et du Nord, selon une étude du CNRS s'appuyant sur une série de données couvrant la période 1971-2000. En 2020, Météo-France publie une typologie des climats de la France métropolitaine dans laquelle la commune est exposée à un climat océanique altéré et est dans une zone de transition entre les régions climatiques « Nord-est du bassin Parisien » et « Centre et contreforts nord du Massif Central ».
Pour la période 1971-2000, la température annuelle moyenne est de 10,8 °C, avec une amplitude thermique annuelle de 15 °C. Le cumul annuel moyen de précipitations est de 686 mm, avec 11,1 jours de précipitations en janvier et 7,4 jours en juillet. Pour la période 1991-2020, la température moyenne annuelle observée sur la station météorologique de Météo-France la plus proche, sur la commune de Ladon à 7 km à vol d'oiseau, est de 11,7 °C et le cumul annuel moyen de précipitations est de 685,3 mm,. Pour l'avenir, les paramètres climatiques de la commune estimés pour 2050 selon différents scénarios d'émission de gaz à effet de serre sont consultables sur un site dédié publié par Météo-France en novembre 2022.

## Urbanisme

### Typologie
Au 1er janvier 2024, Bellegarde est catégorisée bourg rural, selon la nouvelle grille communale de densité à sept niveaux définie par l'Insee en 2022.
Elle appartient à l'unité urbaine de Bellegarde-Quiers-sur-Bezonde, une agglomération intra-départementale regroupant trois  communes, dont elle est ville-centre,,. La commune est en outre hors attraction des villes,.

### Occupation des sols
L'occupation des sols de la commune, telle qu'elle ressort de la base de données européenne d’occupation biophysique des sols Corine Land Cover (CLC), est marquée par l'importance des forêts et milieux semi-naturels (37,2 % en 2018), en augmentation par rapport à 1990 (35,7 %). La répartition détaillée en 2018 est la suivante : 
forêts (37,2 %), zones urbanisées (26,8 %), terres arables (25,2 %), prairies (8,7 %), zones agricoles hétérogènes (2,2 %).
L’évolution de l’occupation des sols de la commune et de ses infrastructures peut être observée sur les différentes représentations cartographiques du territoire : la carte de Cassini (XVIIIe siècle), la carte d'état-major (1820-1866) et les cartes ou photos aériennes de l'IGN pour la période actuelle (1950 à aujourd'hui).

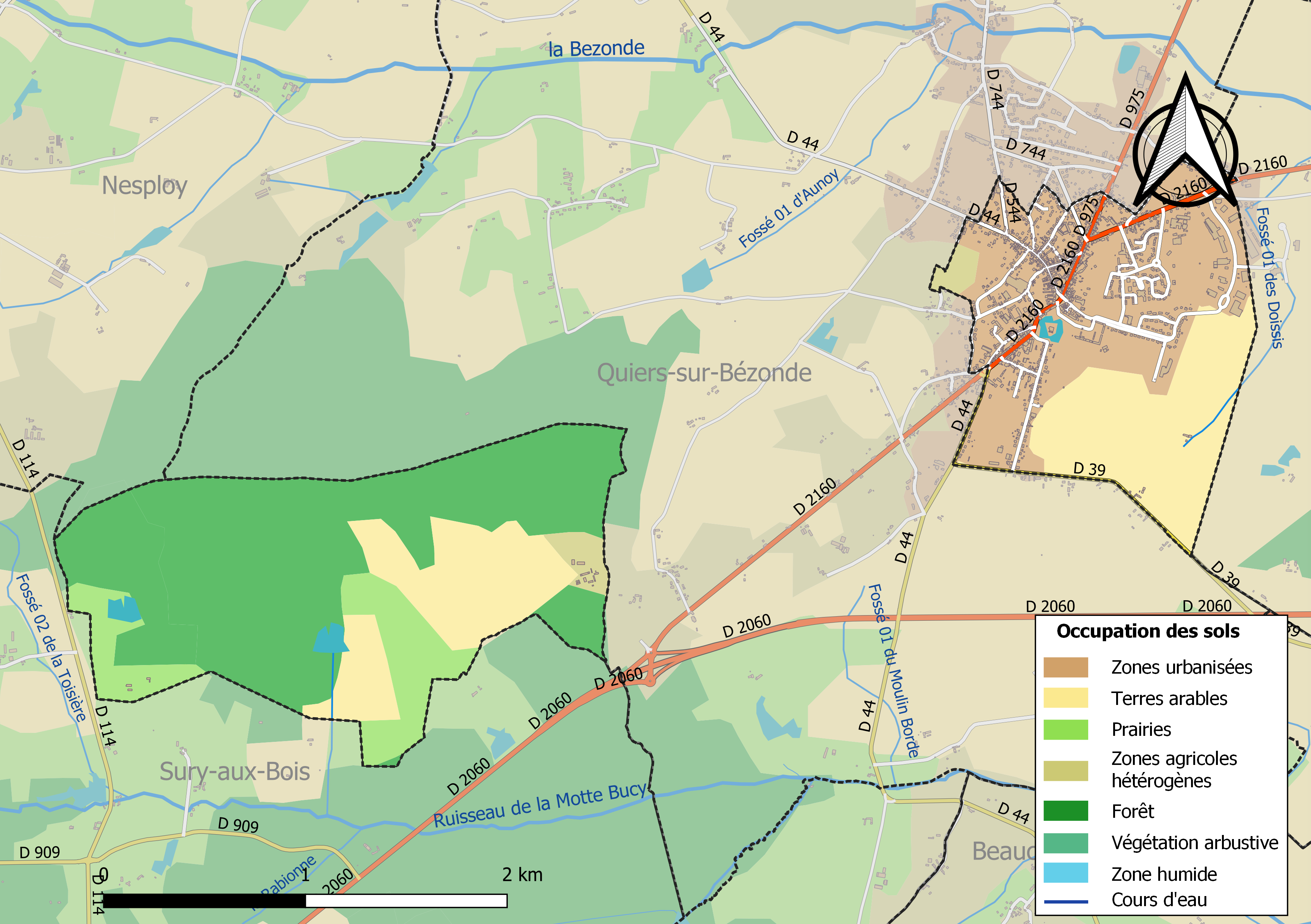
Carte des infrastructures et de l'occupation des sols en 2018 (CLC) de la commune en 2018.
Carte orthophotographique de la commune en 2016.

### Voies de communication et transports

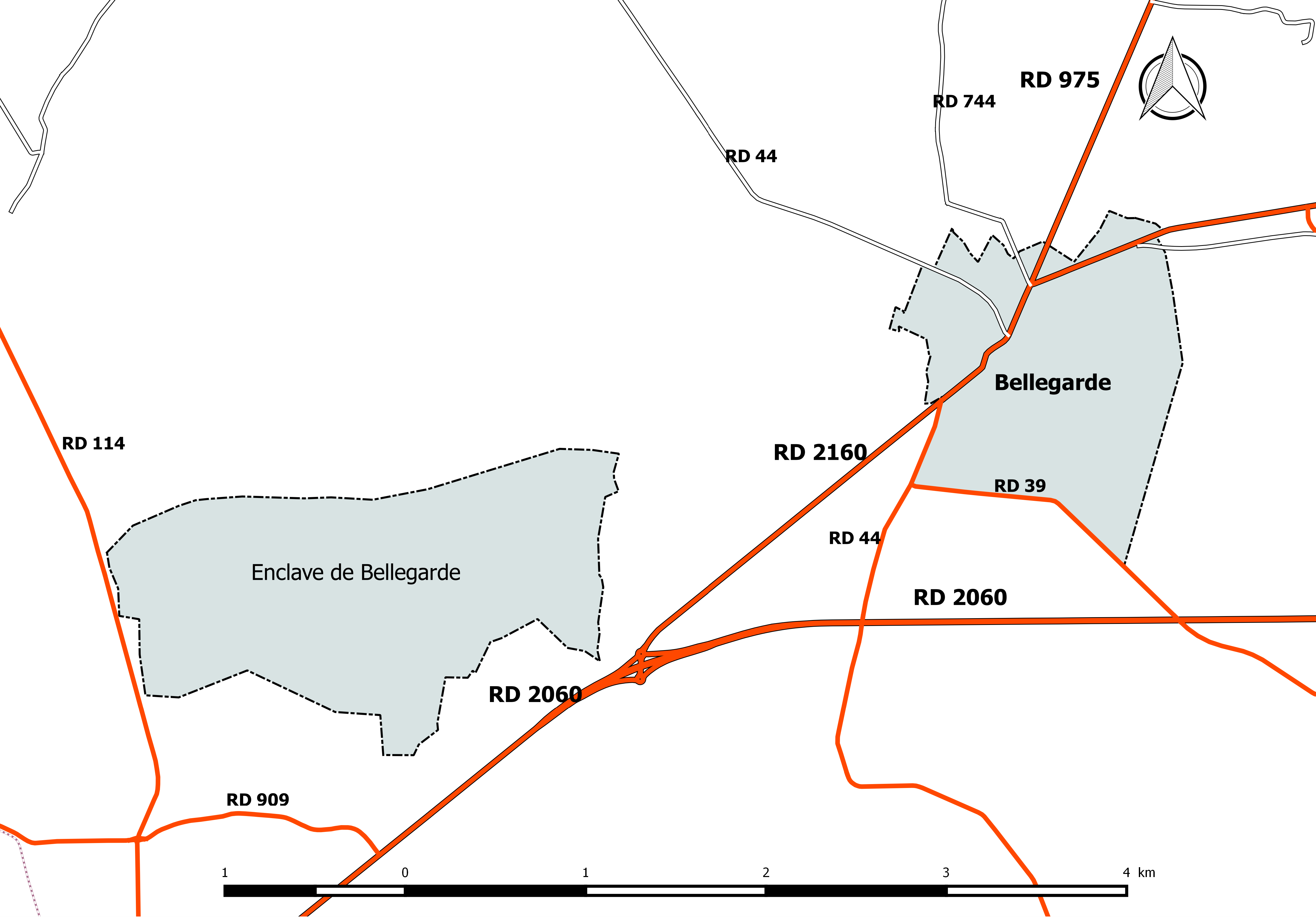
Réseau routier principal de la commune de Bellegarde (avec indication du trafic routier 2014).

La commune a été desservie par deux lignes de chemin de fer, permettant de rejoindre la préfecture et les sous-préfectures :
- ligne des Aubrais - Orléans à Montargis
- ligne d'Auxy - Juranville à Bourges

Le bâtiment de la gare situé sur la commune accolée de Quiers-sur-Bezonde est conservé, les voies n'ayant pas été complètement déferrées.

### Risques naturels et technologiques
La commune de Bellegarde est vulnérable à différents aléas naturels : climatiques (hiver exceptionnel ou canicule), mouvements de terrains ou sismique (sismicité très faible).
Elle est également exposée à un risque technologique : le risque de transport de matières dangereuses
.
Entre 1989 et 2019, quatre arrêtés ministériels ayant porté reconnaissance de catastrophe naturelle ont été pris pour le territoire de la commune : trois pour des inondations et coulées de boues et un pour des mouvements de terrains.

#### Risques naturels
Le territoire de la commune peut être concerné par un risque d'effondrement de cavités souterraines non connues. Une cartographie départementale de l'inventaire des cavités souterraines et des désordres de surface a été réalisée. Il a été recensé sur la commune plusieurs effondrements de cavités.
Par ailleurs le sol du territoire communal peut faire l'objet de mouvements de terrain liés à la sécheresse. Le phénomène de retrait-gonflement des argiles est la conséquence d'un changement d'humidité des sols argileux. Les argiles sont capables de fixer l'eau disponible mais aussi de la perdre en se rétractant en cas de sécheresse. Ce phénomène peut provoquer des dégâts très importants sur les constructions (fissures, déformations des ouvertures) pouvant rendre inhabitables certains locaux. Celui-ci a particulièrement affecté le Loiret après la canicule de l'été 2003. Une grande partie du territoire de la commune est soumis à un aléa « moyen » face à ce risque, selon l'échelle définie par le Bureau de recherches géologiques et minières (BRGM).
Depuis le 22 octobre 2010, la France dispose d’un nouveau zonage sismique divisant le territoire national en cinq zones de sismicité croissante. La commune, à l’instar de l’ensemble du département, est concernée par un risque très faible.

#### Risques technologiques
La commune est exposée au risque de transport de matières dangereuses, en raison du passage sur son territoire d'itinéraires structurants supportant un fort trafic (la route départementale D2060),.

## Population et société

### Démographie
L'évolution du nombre d'habitants est connue à travers les recensements de la population effectués dans la commune depuis 1793. Pour les communes de moins de 10 000 habitants, une enquête de recensement portant sur toute la population est réalisée tous les cinq ans, les populations de référence des années intermédiaires étant quant à elles estimées par interpolation ou extrapolation. Pour la commune, le premier recensement exhaustif entrant dans le cadre du nouveau dispositif a été réalisé en 2004.
En 2022, la commune comptait 1 416 habitants, en évolution de −16,61 % par rapport à 2016 (Loiret : +1,89 %, France hors Mayotte : +2,11 %).
| 1793 | 1800 | 1806 | 1821 | 1831 | 1836 | 1841  | 1846  | 1851  |
| ---- | ---- | ---- | ---- | ---- | ---- | ----- | ----- | ----- |
| 800  | 754  | 827  | 830  | 924  | 988  | 1 015 | 1 080 | 1 098 |

| 1856  | 1861  | 1866  | 1872  | 1876  | 1881  | 1886  | 1891  | 1896  |
| ----- | ----- | ----- | ----- | ----- | ----- | ----- | ----- | ----- |
| 1 054 | 1 140 | 1 168 | 1 153 | 1 213 | 1 217 | 1 240 | 1 209 | 1 240 |

| 1901  | 1906  | 1911  | 1921  | 1926  | 1931  | 1936  | 1946  | 1954  |
| ----- | ----- | ----- | ----- | ----- | ----- | ----- | ----- | ----- |
| 1 180 | 1 178 | 1 183 | 1 192 | 1 139 | 1 161 | 1 144 | 1 161 | 1 116 |

| 1962  | 1968  | 1975  | 1982  | 1990  | 1999  | 2004  | 2006  | 2009  |
| ----- | ----- | ----- | ----- | ----- | ----- | ----- | ----- | ----- |
| 1 110 | 1 124 | 1 455 | 1 425 | 1 442 | 1 558 | 1 676 | 1 677 | 1 721 |

| 2014  | 2019  | 2022  | - | - | - | - | - | - |
| ----- | ----- | ----- | - | - | - | - | - | - |
| 1 743 | 1 455 | 1 416 | - | - | - | - | - | - |

### Enseignement
Bellegarde se situe dans l'Académie d'Orléans-Tours (Zone B) et dans la circonscription de Montargis Ouest.
L'école maternelle, l'école élémentaire et le collège Charles Desvergnes accueillent les élèves de la commune.

## Politique et administration

### Découpage territorial

#### Bloc communal: commune et intercommunalités
La paroisse de Bellegarde acquiert le statut de municipalité avec le décret du 12 novembre 1789 de l'Assemblée Nationale puis celui de « commune », au sens de l'administration territoriale actuelle, par le décret de la Convention nationale du 10 brumaire an II (31 octobre 1793). Il faut toutefois attendre la loi du 5 avril 1884 sur l'organisation municipale pour qu'un régime juridique uniforme soit défini pour toutes les communes de France, point de départ de l’affirmation progressive des communes face au pouvoir central.
Aucun événement de restructuration majeure du territoire, de type suppression, cession ou réception de territoire, n'a affecté la commune depuis sa création. Toutefois, Bellegarde possède une importante enclave dans la commune voisine de Quiers-sur-Bezondes à la suite de dons et saisies opérées pendant la Révolution au détriment de l'Eglise. Seules quelques personnes y vivent.

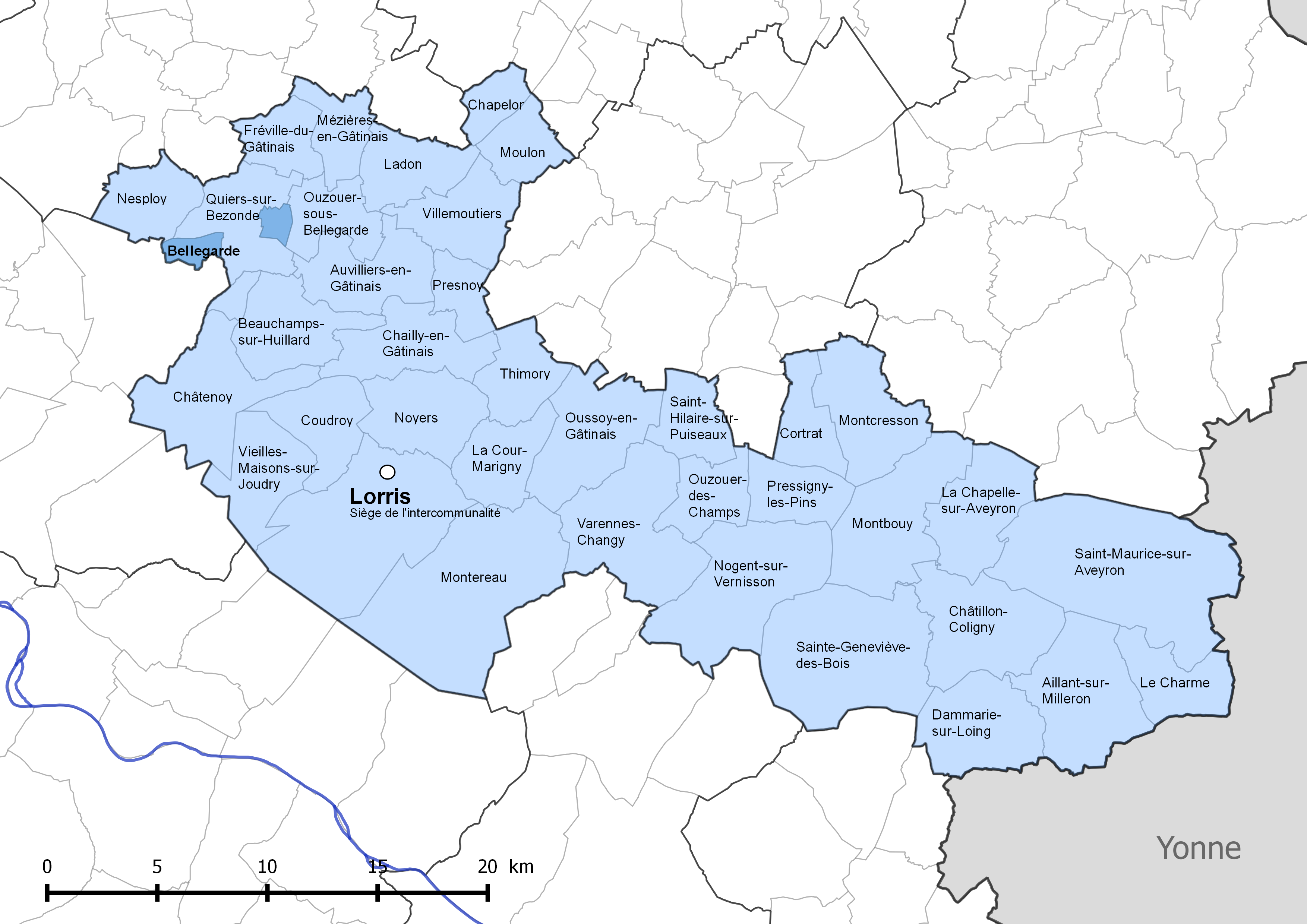
Localisation de la commune de Bellegarde dans la communauté de communes Canaux et forêts en Gâtinais.

La commune est membre de la Communauté de communes du Bellegardois depuis sa création le 13 décembre 2004 jusqu'au 1er janvier 2017.
Afin de renforcer et réduire le nombre d'intercommunalités en France, la loi du 7 août 2015 portant nouvelle organisation territoriale de la République (dite loi NOTRe) fait passer le seuil démographique minimal de 5 000 à 15 000 habitants pour constituer une intercommunalité, sauf exceptions. Le schéma départemental de coopération intercommunale du Loiret est arrêté sur ces bases le 30 mars 2016 et le nombre d'établissements publics de coopération intercommunale à fiscalité propre passe dans le département du Loiret de 28 (2 communautés d'agglomération et 26 communautés de communes) à 16 (deux communautés d'agglomération et 14 communautés de communes dont une interdépartementale). Les communautés de communes du canton de Lorris et canton de Châtillon-Coligny et du Bellegardois fusionnent ainsi à compter du 1er janvier 2017 en une seule entité : la communauté de communes Canaux et forêts en Gâtinais, dont le siège est à Lorris. Cette nouvelle intercommunalité comprend 38 communes dont Bellegarde.

#### Circonscriptions de rattachement
La loi du 22 décembre 1789 divise le pays en 83 départements découpés chacun en six à neuf districts eux-mêmes découpés en cantons regroupant des communes. Les districts, tout comme les départements, sont le siège d’une administration d’État et constituent à ce titre des circonscriptions administratives. La commune de Bellegarde est alors incluse dans le canton de Bellegarde, le district de Boiscommun et le département du Loiret.
La recherche d’un équilibre entre la volonté d’organiser une administration dont les cadres permettent l’exécution et le contrôle des lois d’une part, et la volonté d’accorder une certaine autonomie aux collectivités de base (paroisses, bourgs, villes) d’autre part, s’étale de 1789 à 1838. Les découpages territoriaux évoluent ensuite au gré des réformes visant à décentraliser ou recentraliser l'action de l'État. La régionalisation fonctionnelle des services de l'État (1945-1971) aboutit à la création de régions. L'acte I de la décentralisation de 1982-1983 constitue une étape importante en donnant l'autonomie aux collectivités territoriales, régions, départements et communes. L'acte II intervient en 2003-2006, puis l'acte III en 2012-2015.
Le tableau suivant présente les rattachements, au niveau infra-départemental, de la commune de Bellegarde aux différentes circonscriptions administratives et électorales ainsi que l'historique de l'évolution de leurs territoires.
| Circonscription             | Nom                | Période   | Type                         | Évolution du découpage territorial |
| --------------------------- | ------------------ | --------- | ---------------------------- | --- |
| District                    | Boiscommun         | 1790-1795 | Administrative               | La commune est rattachée au district de Boiscommun de 1790 à 1795,. La Constitution du 5 fructidor an III, appliquée à partir de vendémiaire an IV (1795) supprime les districts, rouages administratifs liés à la Terreur, mais maintient les cantons qui acquièrent dès lors plus d'importance. |
| Canton                      | Bellegarde         | 1790-1801 | Administrative et électorale | Le 10 février 1790, la municipalité de Bellegarde est rattachée au canton de Bellegarde,. Les cantons sont supprimés, en tant que découpage administratif, par une loi du 26 juin 1793, et ne conservent qu'un rôle électoral. Ils permettent l’élection des électeurs du second degré chargés de désigner les députés. Les cantons acquièrent une fonction administrative avec la disparition des districts en 1795. |
| Canton                      | Bellegarde         | 1801-2015 | Administrative et électorale | Sous le Consulat, un redécoupage territorial visant à réduire le nombre de justices de paix ramène le nombre de cantons dans le Loiret de 59 à 31. Bellegarde est alors rattachée par arrêté du 9 vendémiaire an X (30 septembre 1801) au canton de Bellegarde, sous le nom de Bellegarde,. |
| Canton                      | Lorris             | 2015-     | Électorale                   | La loi du 17 mai 2013 et ses décrets d'application publiés en février et mars 2014 introduisent un nouveau découpage territorial pour les élections départementales. La commune est alors rattachée au nouveau canton de Lorris. Depuis cette réforme, plus aucun service de l'État n'exerce sa compétence sur un territoire s'appuyant sur le nouveau découpage cantonal. Le canton a disparu en tant que circonscription administrative de l'État ; il est désormais uniquement une circonscription électorale dédiée à l'élection d'un binôme de conseillers départementaux siégeant au conseil départemental. |
| Arrondissement              | Montargis          | 1801-     | Administrative               | Bellegarde est rattachée à l'arrondissement de Montargis depuis sa création en 1801,. |
| Circonscription législative | 5e circonscription | 2010-     | Électorale                   | Lors du découpage législatif de 1986, le nombre de circonscriptions législatives passe dans le Loiret de 4 à 5. Un nouveau redécoupage intervient en 2010 avec la loi du 23 février 2010. En attribuant un siège de député « par tranche » de 125 000 habitants, le nombre de circonscriptions par département varie désormais de 1 à 21,. Dans le Loiret, le nombre de circonscriptions passe de cinq à six. La réforme n'affecte pas Bellegarde qui reste rattachée à la cinquième circonscription. |

#### Collectivités de rattachement
La commune de Bellegarde est rattachée au département du Loiret et à la région Centre-Val de Loire, à la fois circonscriptions administratives de l'État et collectivités territoriales.

### Politique et administration municipales

#### Conseil municipal et maire
Depuis les élections municipales de 2014, le conseil municipal de Bellegarde, commune de plus de 1 000 habitants, est élu au scrutin proportionnel de liste à deux tours (sans aucune modification possible de la liste), pour un mandat de six ans renouvelable. Il est composé de 19 membres. L'exécutif communal, est constitué par le maire, élu par le conseil municipal, parmi ses membres, pour un mandat de six ans, c'est-à-dire pour la durée du mandat du conseil.
| Période                                  | Période      | Identité            | Étiquette               | Qualité                                                                    |
| ---------------------------------------- | ------------ | ------------------- | ----------------------- | -------------------------------------------------------------------------- |
|                                          |              | Félix Thiercelin    |                         | Notaire Conseiller général du canton de Bellegarde (1833-?)                |
|                                          |              | Albert Vazeille     | Radical socialiste      | Médecin Député du Loiret (1898-1914) Maire de Quiers (?-?)                 |
|                                          |              | Adrien Michaux      | Radical                 | Négociant en bois Conseiller général du canton de Bellegarde (1922-1935)   |
|                                          |              | Adolphe Bailly      | Fédération républicaine | Rentier Conseiller général du canton de Bellegarde (1935-1940)             |
|                                          |              | Yvon Plisson        | RPR                     | Conseiller général du canton de Bellegarde (1970-2001)                     |
| mars 2001                                | mars 2008    | Éric Placier        |                         | Entrepreneur                                                               |
| mars 2008                                | janvier 2025 | Jean-Jacques Malet, |                         | Ancien artisan, commerçant ou chef d'entreprise. Décédé en cours de mandat |
| février 2025                             | En cours     | Romain Rondeau      |                         | Chef d'entreprise.                                                         |
| Les données manquantes sont à compléter. |              |                     |                         |                                                                            |

## Équipements et services

### Environnement

#### Production et distribution d'eau
Le service public d’eau potable est une compétence obligatoire des communes depuis l’adoption de la loi du 30 décembre 2006 sur l’eau et les milieux aquatiques. Au 31 décembre 2016, la production et la distribution de l'eau potable sur le territoire communal sont assurées par le Groupement Intercommunal du Val de Bezonde, un syndicat créé en 1965 desservant deux communes : Bellegarde et Quiers-sur-Bezonde,,.
La loi NOTRe du 7 août 2015 prévoit que le transfert des compétences « eau et assainissement » vers les communautés de communes sera obligatoire à compter du 1er janvier 2020. Le transfert d’une compétence entraîne de facto la mise à disposition gratuite de plein droit des biens, équipements et services publics utilisés, à la date du transfert, pour l'exercice de ces compétences et la substitution de la communauté dans les droits et obligations des communes,.

#### Assainissement
La compétence assainissement, qui recouvre obligatoirement la collecte, le transport et l’épuration des eaux usées, l’élimination des boues produites, ainsi que le contrôle des raccordements aux réseaux publics de collecte, est assurée par le Groupement Intercommunal du Val de Bezonde,,.
La commune est raccordée à une station d'épuration située sur le territoire de la commune, dénommée BELLEGARDE GIVB, mise en service le 1er mars 2006 et dont la capacité nominale de traitement est de 4 183 EH, soit 903 m3/jour. Cet équipement utilise un procédé d'épuration biologique dit « à boues activées ». Son exploitation est assurée en 2017 par Lyonnaise des Eaux Amilly,.
L’assainissement non collectif (ANC) désigne les installations individuelles de traitement des eaux domestiques qui ne sont pas desservies par un réseau public de collecte des eaux usées et qui doivent en conséquence traiter elles-mêmes leurs eaux usées avant de les rejeter dans le milieu naturel. La communauté de communes du Bellegardois a créé, par délégation de ses communes adhérentes, un service public d'assainissement non collectif (SPANC). Celui-ci a pour mission de contrôler les installations neuves et existantes, la mise en place d’un service de vidange et la réhabilitation des installations,. Depuis le 1er janvier 2017, c'est la communauté de communes Canaux et Forêts en Gâtinais, issue de la fusion de la communauté de communes du canton de Lorris, de la communauté de communes de Châtillon-Coligny et de la communauté de communes du Bellegardois, qui assure, par substitution, le SPANC.

## Lieux et monuments
- Le château de Bellegarde du XIVe siècle ;
- Les boiseries de la salle des mariages située dans les locaux de la mairie (du XVIIIe siècle, remaniées par Gauthier de Bésigny seigneur de Bellegarde entre 1753 et 1776)
- L’ancienne glacière derrière l’église (édifiée par le duc d'Antin, comblée au XXe siècle faute d'usage).
- La tour capitaine (fin XVIe siècle) et les anciennes cuisines du château (1720-1727) ;
- La collection de maquettes du sculpteur Charles Desvergnes exposée dans le pavillon d'Antin
- L’église Notre-Dame : l’élément essentiel du monument est la façade occidentale du XIIe siècle, de style roman, en pierre dure appareillée, dont l’étage inférieur constitue un véritable porche sous galerie à trois arcades. On peut dater ce portail des années 1124-1131.

Patrimoine de Bellegarde
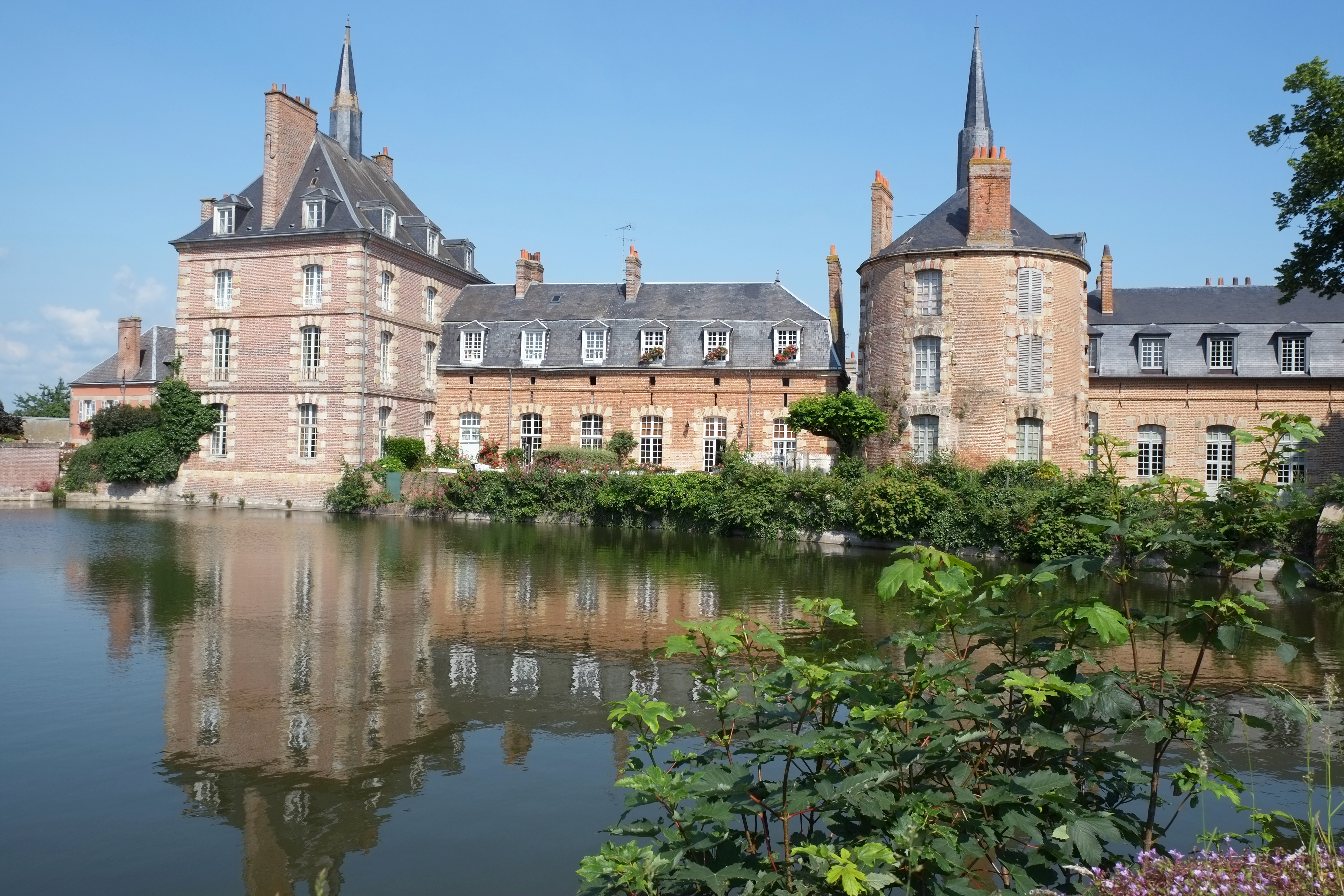
Le château.
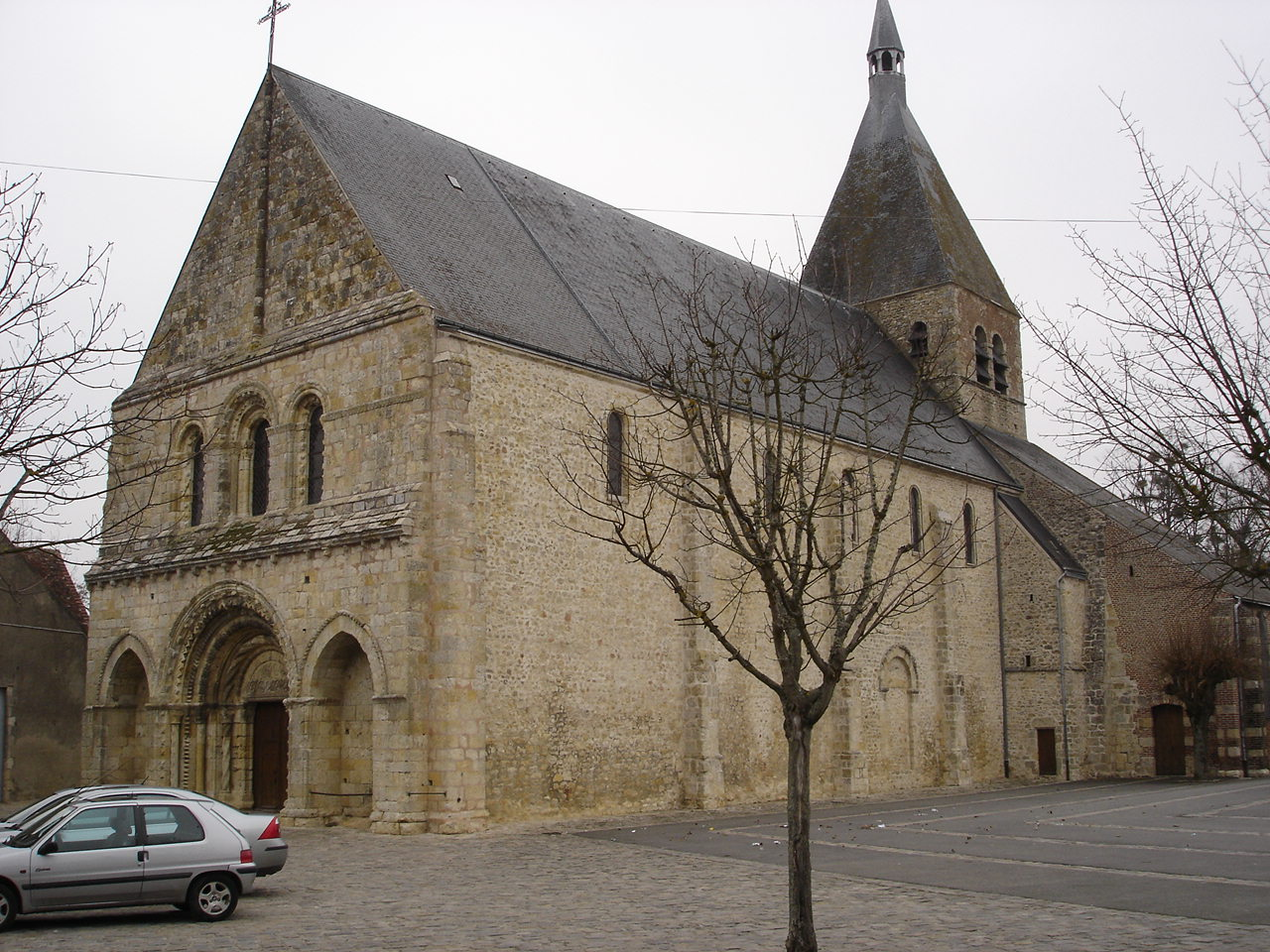
L'église Notre-Dame.

## Jumelages
Havixbeck (Allemagne) depuis 1973,.

## Manifestations locales
- Le marché, tous les lundis, sur la place Devergnes ;
- La foire aux rosiers, chaque année, les trois jours du week-end de Pâques ;
- Le marché des rosiéristes, le salon gastronomique, le marché aux vins, en novembre ;
- Le comice agricole, tous les 7 ans ;
- Le bal et le feu d’artifice du 13 juillet ;
- La fête de Bellegarde, le week-end suivant le 15 août ;
- Le bal des roses, à la mi-septembre ;
- Une exposition de peinture, fin septembre.
- Les Escapades, pour les Journées du Patrimoine, font renaître Bellegarde au temps du duc d'Antin[94].

## Culture
- Le Cinémobile.

## Personnalités liées à la commune
- Louis Baunard (1828-1919), essayiste catholique français, né dans la commune ;
- Charles Desvergnes (1860-1928), sculpteur français, né dans la commune.

## Cadre de vie
La ville s'est vu décerner le label trois fleurs attribuées par le conseil national des villes et villages fleuris de France au concours des villes et villages fleuris.